# František Mašek (voják)
František Mašek (11. listopadu 1893 Vlksice – 20. listopadu 1943 Brieg) byl československý důstojník, odbojář a oběť nacismu.

## Život

### Před první světovou válkou
František Mašek se narodil 11. listopadu 1893 ve Vlksicích na Písecku v rodině statkáře Františka Maška a Marie, rozené Márové. Mezi lety 1903 a 1911 vystudoval českou vyšší státní reálku na Královských Vinohradech, kde i odmaturoval. Následně mezi lety 1912 a 1913 vystudoval abiturientský kurz při pražské obchodní akademii a poté absolvoval obchodní praxi ve Vídni.

### První světová válka
Po vypuknutí první světové války byl František Mašek odveden do c. a k. armády jako jednoroční dobrovolník. Základní výcvik absolvoval u dělostřeleckého pluku v Salcburku, v září 1914 byl převelen do Brixenu, kde na přelomu let 1914 a 1915 vystudoval školu pro důstojníky dělostřelectva v záloze. V březnu 1916 byl odeslán na ruskou frontu, kde sloužil na pozici velitele čety, následně byl převelen na frontu italskou. Zde sloužil od července 1918 u horského dělostřeleckého oddílu 29 opět jako velitel čety, poté jako zástupce velitele baterie. Dne 27. října 1918 a tedy pouhý den před koncem války padl do italského zajetí. Následující den vznikla Československá republika a František Mašek se přihlásil do její armády. Byl zařazen jako velitel čety k 3. domobraneckému praporu, se kterým se v květnu 1919 vrátil do Československa.

### Mezi světovými válkami
Po návratu do vlasti se František Mašek zúčastnil bojů proti Maďarům, poté do 20. dubna 1920 sloužil jako velitel baterie v Košicích, následně jako instruktor ve Vojenské akademii v Hranicích. Mezi lednem a zářím 1921 sloužil u dělostřelectva v Betliaru, poté půl roku v Prešově, od dubna 1922 do června 1923 ve Stříbře. Mezi lety 1923 a 1925 studoval na Vysoké škole válečné v Praze, poté sloužil na Zemském vojenském velitelství v Košicích. Mezi lety 1927 a 1929 působil jako pedagog taktiky dělostřelectva na učilišti v Olomouci, poté do roku 1935 na Vysoké škole válečné v Praze. Mezi zářím 1935 a zářím 1936 zastával funkci velitele dělostřeleckého oddílu ve Staré Boleslavi, poté až do rozpuštění Československé armády v roce 1939 jako přednosta popisného odboru VZÚ v Praze. V období Všeobecné mobilizace v roce 1938 zastával post podnáčelníka štábu Hraničního pásma XIV v Brně. Dosáhl hodnosti podplukovníka.

### Druhá světová válka
Po německé okupaci v březnu 1939 a rozpuštění Československé armády odešel František Mašek do výslužby a odstěhoval se i s rodinou do jižních Čech. Zde se zapojil do protinacistického odboje v rámci Krajského velitelství Obrany národa - Jižní Čechy pod velením brig. gen. Václava Volfa a následně plk. Cyrila Pazdery. Spolupodílel se na organizaci odchodů našich vojáků do zahraničí, shromažďování zbraní, přípravě sabotáží, na rodinném statku v Ústrašicích uchovával ilegální vysílačku. Jeho dalšími spolupracovníky byli mj. pplk. Karel Klapálek, pplk. Josef Březina, pplk. Arnošt Prillinger, mjr. Vojtěch Pertl a mjr. Antonín Szafran. Za svou činnost byl 22. února 1940 v osadě Podolí severně od Skrýchova zatčen gestapem. Vězněn a vyslýchán byl v Táboře, Českých Budějovicích, Zhořelci a Budyšíně. Od července 1941 do června 1942 byl nucen pracovat v opukových dolech v Rottenburgu, poté byl převezen do Berlína k dalším výslechům. Dne 10. srpna 1942 byl v Drážďanech i přes nedostatek důkazů odsouzen k devíti letům žaláře. Vězněn byl v Briegu, kde 20. listopadu 1943 podlehl prodělaným útrapám.

## Rodina
Manželkou Františka Maška byla Greta Mašková. I ona byla 15. října 1944 zatčena gestapem a do konce druhé světové války vězněna v koncentračním táboře Terezín.

## Posmrtná ocenění
- František Mašek byl in memoriam povýšen do hodnosti plukovníka generálního štábu
- Františku Maškovi byl in memoriam udělen Československý válečný kříž 1939